# Marathon van Barcelona 2014
De marathon van Barcelona 2014 werd gehouden op zondag 16 maart 2014 in Barcelona. Het was de 36e editie van deze marathon. 
Bij de mannen werd de wedstrijd gewonnen door de Ethiopiër Abayu Getachew Girma  in 2:10.44. Op de finish had hij ruim een minuut voorsprong op de Keniaan Thomas Kiplagat Rono.
Bij de vrouwen ging de Keniaanse Frashiah Nyambura Waithaka met de hoogste eer strijken. Zij had maar liefst een kleine acht minuten voorsprong op haar naaste concurrente. 

## Marathon
Mannen
| rang   | naam                 | land | tijd    |
| ------ | -------------------- | ---- | ------- |
| Goud   | Abayu Getachew Girma | ETH  | 2:10.44 |
| Zilver | Thomas Kiplagat Rono | KEN  | 2:12.11 |
| Brons  | Kiprono Boaz         | KEN  | 2:12.43 |
| 4      | Kimeli Dickson       | KEN  | 2:13.13 |
| 5      | Samir Ait Bouchmane  | MAR  | 2:16.06 |
| 6      | Kedir Hikadu         | ETH  | 2:17.12 |
| 7      | Renars Roze          | LAT  | 2:19.01 |
| 8      | Samsom Bor Kibor     | KEN  | 2:19.42 |
| 9      | Joeri Tarasov        | RUS  | 2:22.28 |
| 10     | Adria Garcia Ibanez  | ESP  | 2:24.28 |

Vrouwen
| rang   | naam                       | land | tijd    |
| ------ | -------------------------- | ---- | ------- |
| Goud   | Frashiah Nyambura Waithaka | KEN  | 2:32.25 |
| Zilver | Naomi Jepkogei Maiyo       | KEN  | 2:40.11 |
| Brons  | Hasna Bahom                | ESP  | 2:45.25 |
| 4      | Noelia Paez Vaca           | ESP  | 2:47.26 |
| 5      | Laia Andreu Trias          | ESP  | 2:49.37 |
| 6      | Elena Diaz Toreevejano     | ESP  | 2:55.59 |
| 7      | Angelica Esparza Chavez    | ESP  | 2:56.25 |
| 8      | Amparo Monleon Ribas       | ESP  | 2:56.41 |
| 9      | Cecile Causse              | FRA  | 2:58.54 |
| 10     | Anna Riera Pia             | ESP  | 3:01.34 |

1978 ·
1979 ·
1980 ·
1981 ·
1981 ·
1983 ·
1984 ·
1985 ·
1986 ·
1987 ·
1988 ·
1989 ·
1990 ·
1991 ·
1992 ·
1993 ·
1994 ·
1995 ·
1996 ·
1997 ·
1998 ·
1999 ·
2000 ·
2001 ·
2002 ·
2003 ·
2004 ·
2005 ·
2006 ·
2007 ·
2008 ·
2009 ·
2010 ·
2011 ·
2012 ·
2013 ·
2014 ·
2015 ·
2016 ·
2017 ·
2018 ·
2019 ·
2020 ·
2021 ·
2022 ·
2023 ·
2024